# Lijst van wereldkampioenen zwemmen (vrouwen)
De Lijst van wereldkampioenen zwemmen (vrouwen) bevat de complete lijst van vrouwelijke medaillewinnaars op de Wereldkampioenschappen zwemmen.

## Vrije slag

### 50 meter
| Jaar             | Goud                | Zilver               | Brons                   |
| 1986 - Madrid    | Tamara Costache     | Kristin Otto         | Marie-Thérèse Armentero |
| 1991 - Perth     | Zhuang Yong         | Leigh Fetter         |                         |
| 1991 - Perth     | Zhuang Yong         | Catherine Plewinski  |                         |
| 1994 - Rome      | Jingyi Le           | Natalja Mesjeryakova | Amy van Dyken           |
| 1998 - Perth     | Amy van Dyken       | Sandra Völker        | Ying Shan               |
| 2001 - Fukuoka   | Inge de Bruijn      | Therese Alshammar    | Sandra Völker           |
| 2003 - Barcelona | Inge de Bruijn      | Alice Mills          | Libby Lenton            |
| 2005 - Montréal  | Libby Lenton        | Marleen Veldhuis     | Zhu Yingwen             |
| 2007 - Melbourne | Libby Lenton        | Therese Alshammar    | Marleen Veldhuis        |
| 2009 - Rome      | Britta Steffen      | Therese Alshammar    | Cate Campbell           |
| 2009 - Rome      | Britta Steffen      | Therese Alshammar    | Marleen Veldhuis        |
| 2011 - Shanghai  | Therese Alshammar   | Ranomi Kromowidjojo  | Marleen Veldhuis        |
| 2013 - Barcelona | Ranomi Kromowidjojo | Cate Campbell        | Francesca Halsall       |
| 2015 - Kazan     | Bronte Campbell     | Ranomi Kromowidjojo  | Sarah Sjöström          |
| 2017 - Boedapest | Sarah Sjöström      | Ranomi Kromowidjojo  | Simone Manuel           |
| 2019 - Gwangju   | Simone Manuel       | Sarah Sjöström       | Cate Campbell           |
| 2022 - Boedapest | Sarah Sjöström      | Katarzyna Wasick     | Erika Brown             |
| 2022 - Boedapest | Sarah Sjöström      | Katarzyna Wasick     | Meg Harris              |

### 100 meter
| Jaar                | Goud                   | Zilver               | Brons                 |
| 1973 - Belgrado     | Kornelia Ender         | Shirley Babashoff    |                       |
| 1973 - Belgrado     | Kornelia Ender         | Enith Brigitha       |                       |
| 1975 - Cali         | Kornelia Ender         | Shirley Babashoff    | Enith Brigitha        |
| 1978 - West-Berlijn | Barbara Krause         | Lene Jenssen         | Larisa Tsaryova       |
| 1982 - Guayaquil    | Birgit Meineke         | Annemarie Verstappen | Jill Sterkel          |
| 1986 - Madrid       | Kristin Otto           | Jenna Johnson        | Conny van Bentum      |
| 1991 - Perth        | Nicole Haislett        | Catherine Plewinski  | Zhuang Yong           |
| 1994 - Rome         | Jingyi Le              | Lü Bin               | Franziska van Almsick |
| 1998 - Perth        | Jenny Thompson         | Martina Moravcová    | Ying Shan             |
| 2001 - Fukuoka      | Inge de Bruijn         | Katrin Meißner       | Sandra Völker         |
| 2003 - Barcelona    | Hanna-Maria Seppälä    | Jodie Henry          | Jenny Thompson        |
| 2005 - Montréal     | Jodie Henry            | Malia Metella        |                       |
| 2005 - Montréal     | Jodie Henry            | Natalie Coughlin     |                       |
| 2007 - Melbourne    | Libby Lenton           | Marleen Veldhuis     | Britta Steffen        |
| 2009 - Rome         | Britta Steffen         | Francesca Halsall    | Libby Trickett        |
| 2011 - Shanghai     | Jeanette Ottesen       |                      | Ranomi Kromowidjojo   |
| 2011 - Shanghai     | Aleksandra Gerasimenia |                      | Ranomi Kromowidjojo   |
| 2013 - Barcelona    | Cate Campbell          | Sarah Sjöström       | Ranomi Kromowidjojo   |
| 2015 - Kazan        | Bronte Campbell        | Sarah Sjöström       | Cate Campbell         |
| 2017 - Boedapest    | Simone Manuel          | Sarah Sjöström       | Pernille Blume        |
| 2019 - Gwangju      | Simone Manuel          | Cate Campbell        | Sarah Sjöström        |
| 2022 - Boedapest    | Mollie O'Callaghan     | Sarah Sjöström       | Torri Huske           |

### 200 meter
| Jaar                | Goud                  | Zilver              | Brons               |
| 1973 - Belgrado     | Keena Rothhammer      | Shirley Babashoff   | Andrea Eife         |
| 1975 - Cali         | Shirley Babashoff     | Kornelia Ender      | Enith Brigitha      |
| 1978 - West-Berlijn | Cynthia Woodhead      | Barbara Krause      | Larisa Tsaryova     |
| 1982 - Guayaquil    | Annemarie Verstappen  | Birgit Meineke      | Annelies Maas       |
| 1986 - Madrid       | Heike Friedrich       | Manuela Stellmach   | Mary T. Meagher     |
| 1991 - Perth        | Hayley Lewis          | Janet Evans         | Mette Jacobsen      |
| 1994 - Rome         | Franziska van Almsick | Lü Bin              | Claudia Poll        |
| 1998 - Perth        | Claudia Poll          | Martina Moravcová   | Julia Greville      |
| 2001 - Fukuoka      | Giaan Rooney          | Yang Yu             | Camelia Potec       |
| 2003 - Barcelona    | Alena Poptsjanka      | Martina Moravcová   | Yang Yu             |
| 2005 - Montréal     | Solenne Figuès        | Federica Pellegrini | Yang Yu             |
| 2005 - Montréal     | Solenne Figuès        | Federica Pellegrini | Josefin Lillhage    |
| 2007 - Melbourne    | Laure Manaudou        | Annika Lurz         | Federica Pellegrini |
| 2009 - Rome         | Federica Pellegrini   | Allison Schmitt     | Dana Vollmer        |
| 2011 - Shanghai     | Federica Pellegrini   | Kylie Palmer        | Camille Muffat      |
| 2013 - Barcelona    | Missy Franklin        | Federica Pellegrini | Camille Muffat      |
| 2015 - Kazan        | Katie Ledecky         | Federica Pellegrini | Missy Franklin      |
| 2017 - Boedapest    | Federica Pellegrini   | Katie Ledecky       |                     |
| 2017 - Boedapest    | Federica Pellegrini   | Emma McKeon         |                     |
| 2019 - Gwangju      | Federica Pellegrini   | Ariarne Titmus      | Sarah Sjöström      |
| 2022 - Boedapest    | Yang Junxuan          | Mollie O'Callaghan  | Tang Muhan          |

### 400 meter
| Jaar                | Goud                | Zilver                | Brons              |
| 1973 - Belgrado     | Heather Greenwood   | Keena Rothhammer      | Novella Calligaris |
| 1975 - Cali         | Shirley Babashoff   | Jennifer Turrall      | Katherine Heddy    |
| 1978 - West-Berlijn | Tracey Wickham      | Cynthia Woodhead      | Kimberly Lineham   |
| 1982 - Guayaquil    | Carmela Schmidt     | Petra Schneider       | Tiffany Cohen      |
| 1986 - Madrid       | Heike Friedrich     | Astrid Strauss        | Sarah Hardcastle   |
| 1991 - Perth        | Janet Evans         | Hayley Lewis          | Suzu Chiba         |
| 1994 - Rome         | Aihua Yang          | Cristina Teuscher     | Claudia Poll       |
| 1998 - Perth        | Yan Chen            | Brooke Bennett        | Dagmar Hase        |
| 2001 - Fukuoka      | Jana Klotsjkova     | Claudia Poll          | Hannah Stockbauer  |
| 2003 - Barcelona    | Hannah Stockbauer   | Éva Risztov           | Diana Munz         |
| 2005 - Montréal     | Laure Manaudou      | Ai Shibata            | Caitlin McClatchey |
| 2007 - Melbourne    | Laure Manaudou      | Otylia Jędrzejczak    | Ai Shibata         |
| 2009 - Rome         | Federica Pellegrini | Joanne Jackson        | Rebecca Adlington  |
| 2011 - Shanghai     | Federica Pellegrini | Rebecca Adlington     | Camille Muffat     |
| 2013 - Barcelona    | Katie Ledecky       | Melanie Costa         | Lauren Boyle       |
| 2015 - Kazan        | Katie Ledecky       | Sharon van Rouwendaal | Jessica Ashwood    |
| 2017 - Boedapest    | Katie Ledecky       | Leah Smith            | Li Bingjie         |
| 2019 - Gwangju      | Ariarne Titmus      | Katie Ledecky         | Leah Smith         |
| 2022 - Boedapest    | Katie Ledecky       | Summer McIntosh       | Leah Smith         |

### 800 meter
| Jaar                | Goud               | Zilver              | Brons             |
| 1973 - Belgrado     | Novella Calligaris | Joan Harshbarger    | Gudrun Wegner     |
| 1975 - Cali         | Jennifer Turrall   | Heather Greenwood   | Shirley Babashoff |
| 1978 - West-Berlijn | Tracey Wickham     | Cynthia Woodhead    | Kimberly Lineham  |
| 1982 - Guayaquil    | Kimberly Lineham   | Jacquelene Willmott | Carmela Schmidt   |
| 1986 - Madrid       | Katja Hartmann     | Heike Friedrich     | Deborah Babashoff |
| 1991 - Perth        | Janet Evans        | Grit Müller         | Jana Henke        |
| 1994 - Rome         | Janet Evans        | Hayley Lewis        | Brooke Bennett    |
| 1998 - Perth        | Brooke Bennett     | Diana Munz          | Kirsten Vlieghuis |
| 2001 - Fukuoka      | Hannah Stockbauer  | Diana Munz          | Kaitlin Sandeno   |
| 2003 - Barcelona    | Hannah Stockbauer  | Diana Munz          | Rebecca Cooke     |
| 2005 - Montréal     | Kate Ziegler       | Brittany Reimer     | Ai Shibata        |
| 2007 - Melbourne    | Kate Ziegler       | Laure Manaudou      | Hayley Peirsol    |
| 2009 - Rome         | Lotte Friis        | Joanne Jackson      | Alessia Filippi   |
| 2011 - Shanghai     | Rebecca Adlington  | Lotte Friis         | Kate Ziegler      |
| 2013 - Barcelona    | Katie Ledecky      | Lotte Friis         | Lauren Boyle      |
| 2015 - Kazan        | Katie Ledecky      | Lauren Boyle        | Jazmin Carlin     |
| 2017 - Boedapest    | Katie Ledecky      | Li Bingjie          | Leah Smith        |
| 2019 - Gwangju      | Katie Ledecky      | Simona Quadarella   | Ariarne Titmus    |
| 2022 - Boedapest    | Katie Ledecky      | Kiah Melverton      | Simona Quadarella |

### 1500 meter
| Jaar             | Goud              | Zilver           | Brons             |
| 2001 - Fukuoka   | Hannah Stockbauer | Flavia Rigamonti | Diana Munz        |
| 2003 - Barcelona | Hannah Stockbauer | Hayley Peirsol   | Jana Henke        |
| 2005 - Montréal  | Kate Ziegler      | Flavia Rigamonti | Brittany Reimer   |
| 2007 - Melbourne | Kate Ziegler      | Flavia Rigamonti | Ai Shibata        |
| 2009 - Rome      | Alessia Filippi   | Lotte Friis      | Camelia Potec     |
| 2011 - Shanghai  | Lotte Friis       | Kate Ziegler     | Li Xuanxu         |
| 2013 - Barcelona | Katie Ledecky     | Lotte Friis      | Lauren Boyle      |
| 2015 - Kazan     | Katie Ledecky     | Lauren Boyle     | Boglárka Kapás    |
| 2017 - Boedapest | Katie Ledecky     | Mireia Belmonte  | Simona Quadarella |
| 2019 - Gwangju   | Simona Quadarella | Sarah Köhler     | Wang Jianjiahe    |
| 2022 - Boedapest | Katie Ledecky     | Katie Grimes     | Lani Pallister    |

## Rugslag

### 50 meter
| Jaar              | Goud               | Zilver                  | Brons                  |
| 2001 - Fukuoka    | Haley Cope         | Antje Buschschulte      | Natalie Coughlin       |
| 2003 - Barcelona  | Nina Zjivanevskaja | Ilona Hlaváčková        | Noriko Inada           |
| 2005 - Montréal   | Giaan Rooney       | Gao Chang               | Antje Buschschulte     |
| 2007 - Melbourne  | Leila Vaziri       | Aliaksandra Herasimenia | Tayliah Zimmer         |
| 2009 - Rome       | Zhao Jing          | Daniela Samulski        | Gao Chang              |
| 2011 - Shanghai   | Anastasia Zoejeva  | Aya Terakawa            | Missy Franklin         |
| 2013 - Barcelona  | Zhao Jing          | Fu Yuanhui              | Aya Terakawa           |
| 2015 - Kazan      | Fu Yuanhui         | Etiene Medeiros         | Liu Xiang              |
| 2017 - Boedapest] | Etiene Medeiros    | Fu Yuanhui              | Aleksandra Gerasimenia |
| 2019 - Gwangju    | Olivia Smoliga     | Etiene Medeiros         | Darja Vaskina          |
| 2022 - Boedapest  | Kylie Masse        | Katharine Berkoff       | Analia Pigrée          |

### 100 meter
| Jaar                | Goud               | Zilver                      | Brons              |
| 1973 - Belgrado     | Ulrike Richter     | Melissa Belote              | Gwendolyn Cook     |
| 1975 - Cali         | Ulrike Richter     | Birgit Treiber              | Nancy Garapick     |
| 1978 - West-Berlijn | Linda Jezek        | Birgit Treiber              | Cheryl Gibson      |
| 1982 - Guayaquil    | Kristin Otto       | Ina Kleber                  | Susan Walsh        |
| 1986 - Madrid       | Betsy Mitchell     | Kathrin Zimmermann          | Natalja Shibaeva   |
| 1991 - Perth        | Kristina Egerszegi | Tünde Szabó                 | Janie Wagstaff     |
| 1994 - Rome         | Cihong He          | Nina Zjivanevskaja          | Barbara Bedford    |
| 1998 - Perth        | Lea Maurer         | Mai Nakamura                | Sandra Völker      |
| 2001 - Fukuoka      | Natalie Coughlin   | Diana Mocanu                | Antje Buschschulte |
| 2003 - Barcelona    | Antje Buschschulte | Louise Ørnstedt Katy Sexton |                    |
| 2005 - Montréal     | Kirsty Coventry    | Antje Buschschulte          | Natalie Coughlin   |
| 2007 - Melbourne    | Natalie Coughlin   | Laure Manaudou              | Reiko Nakamura     |
| 2009 - Rome         | Gemma Spofforth    | Anastasia Zoejeva           | Emily Seebohm      |
| 2011 - Shanghai     | Zhao Jing          | Anastasia Zoejeva           | Natalie Coughlin   |
| 2013 - Barcelona    | Missy Franklin     | Emily Seebohm               | Aya Terakawa       |
| 2015 - Kazan        | Emily Seebohm      | Madison Wilson              | Mie Nielsen        |
| 2017 - Boedapest]   | Kylie Masse        | Kathleen Baker              | Emily Seebohm      |
| 2019 - Gwangju      | Kylie Masse        | Minna Atherton              | Olivia Smoliga     |
| 2022 - Boedapest    | Regan Smith        | Kylie Masse                 | Claire Curzan      |

### 200 meter
| Jaar                | Goud                | Zilver              | Brons                 |
| 1973 - Belgrado     | Melissa Belote      | Enith Brigitha      | Andrea Gyamarti       |
| 1975 - Cali         | Birgit Treiber      | Nancy Garapick      | Ulrike Richter        |
| 1978 - West-Berlijn | Linda Jezek         | Birgit Treiber      | Cheryl Gibson         |
| 1982 - Guayaquil    | Cornelia Sirch      | Georgia Parkes      | Carmen Bonaciu        |
| 1986 - Madrid       | Cornelia Sirch      | Betsy Mitchell      | Kathrin Zimmermann    |
| 1991 - Perth        | Krisztina Egerszegi | Dagmar Hase         | Janie Wagstaff        |
| 1994 - Rome         | Cihong He           | Krisztina Egerszegi | Lorenza Vigarani      |
| 1998 - Perth        | Roxana Maracineanu  | Dagmar Hase         | Mai Nakamura          |
| 2001 - Fukuoka      | Diana Mocanu        | Stanislava Komarova | Joanna Fargus         |
| 2003 - Barcelona    | Katy Sexton         | Margaret Hoelzer    | Stanislava Komarova   |
| 2005 - Montréal     | Kirsty Coventry     | Margaret Hoelzer    | Reiko Nakamura        |
| 2007 - Melbourne    | Margaret Hoelzer    | Kirsty Coventry     | Reiko Nakamura        |
| 2009 - Rome         | Kirsty Coventry     | Anastasia Zoejeva   | Elizabeth Beisel      |
| 2011 - Shanghai     | Missy Franklin      | Belinda Hocking     | Sharon van Rouwendaal |
| 2013 - Barcelona    | Missy Franklin      | Belinda Hocking     | Hilary Caldwell       |
| 2015 - Kazan        | Emily Seebohm       | Missy Franklin      | Katinka Hosszú        |
| 2017 - Boedapest    | Emily Seebohm       | Katinka Hosszú      | Kathleen Baker        |
| 2019 - Gwangju      | Regan Smith         | Kaylee McKeown      | Kylie Masse           |
| 2022 - Boedapest    | Kaylee McKeown      | Phoebe Bacon        | Rhyan White           |

## Schoolslag

### 50 meter
| Jaar             | Goud             | Zilver           | Brons            |
| 2001 - Fukuoka   | Luo Xuejuan      | Kristy Kowal     | Zoë Baker        |
| 2003 - Barcelona | Luo Xuejuan      | Brooke Hanson    | Zoë Baker        |
| 2005 - Montréal  | Jade Edmistone   | Jessica Hardy    | Brooke Hanson    |
| 2007 - Melbourne | Jessica Hardy    | Leisel Jones     | Tara Kirk        |
| 2009 - Rome      | Joelia Jefimova  | Rebecca Soni     | Sarah Katsoulis  |
| 2011 - Shanghai  | Jessica Hardy    | Joelia Jefimova  | Rebecca Soni     |
| 2013 - Barcelona | Joelia Jefimova  | Rūta Meilutytė   | Jessica Hardy    |
| 2015 - Kazan     | Jennie Johansson | Alia Atkinson    | Joelia Jefimova  |
| 2017 - Boedapest | Lilly King       | Joelia Jefimova  | Katie Meili      |
| 2019 - Gwangju   | Lilly King       | Benedetta Pilato | Joelia Jefimova  |
| 2022 - Boedapest | Rūta Meilutytė   | Benedetta Pilato | Lara van Niekerk |

### 100 meter
| Jaar                | Goud             | Zilver                              | Brons               |
| 1973 - Belgrado     | Renate Vogel     | Ljoebov Roesanova                   | Brigitte Schuchardt |
| 1975 - Cali         | Hannelore Anke   | Wijda Mazereeuw                     | Marcia Morey        |
| 1978 - West-Berlijn | Joelia Bogdanova | Tracy Caulkins                      | Margaret Kelly      |
| 1982 - Guayaquil    | Ute Geweniger    | Ann Ottenbrite Kimberley Rodenbaugh |                     |
| 1986 - Madrid       | Sylvia Gerasch   | Silke Hörner                        | Tania Bogomilova    |
| 1991 - Perth        | Linley Frame     | Jana Dörries                        | Jelena Volkova      |
| 1994 - Rome         | Samantha Riley   | Gouhong Dai                         | Yuan Yuan           |
| 1998 - Perth        | Kristy Kowal     | Helen Denman                        | Lauren van Oosten   |
| 2001 - Fukuoka      | Luo Xuejuan      | Leisel Jones                        | Ágnes Kovács        |
| 2003 - Barcelona    | Luo Xuejuan      | Amanda Beard                        | Leisel Jones        |
| 2005 - Montréal     | Leisel Jones     | Jessica Hardy                       | Tara Kirk           |
| 2007 - Melbourne    | Leisel Jones     | Tara Kirk                           | Anna Khlistunova    |
| 2009 - Rome         | Rebecca Soni     | Joelia Jefimova                     | Kasey Carlson       |
| 2011 - Shanghai     | Rebecca Soni     | Leisel Jones                        | Ji Liping           |
| 2013 - Barcelona    | Rūta Meilutytė   | Joelia Jefimova                     | Jessica Hardy       |
| 2015 - Kazan        | Joelia Jefimova  | Rūta Meilutytė                      | Alia Atkinson       |
| 2017 - Boedapest    | Lilly King       | Katie Meili                         | Joelia Jefimova     |
| 2019 - Gwangju      | Lilly King       | Joelia Jefimova                     | Martina Carraro     |
| 2022 - Boedapest    | Benedetta Pilato | Anna Elendt                         | Rūta Meilutytė      |

### 200 meter
| Jaar                | Goud               | Zilver                        | Brons                 |
| 1973 - Belgrado     | Renate Vogel       | Hannelore Anke                | Lynn Collella         |
| 1975 - Cali         | Hannelore Anke     | Wijda Mazereeuw               | Karla Linke           |
| 1978 - West-Berlijn | Lina Kačiušytė     | Joelia Bogdanova              | Susanne Nielsson      |
| 1982 - Guayaquil    | Svetlana Varganova | Ute Geweniger                 | Ann Ottenbrite        |
| 1986 - Madrid       | Silke Hörner       | Tania Bogomilova              | Allison Higson        |
| 1991 - Perth        | Jelena Volkova     | Linley Frame                  | Jana Dörries          |
| 1994 - Rome         | Samantha Riley     | Yuan Yuan                     | Brigitte Becue        |
| 1998 - Perth        | Ágnes Kovács       | Kristy Kowal                  | Jenna Street          |
| 2001 - Fukuoka      | Ágnes Kovács       | Hui Qi                        | Luo Xuejuan           |
| 2003 - Barcelona    | Amanda Beard       | Leisel Jones                  | Hui Qi                |
| 2005 - Montréal     | Leisel Jones       | Anne Poleska                  | Mirna Jukić           |
| 2007 - Melbourne    | Leisel Jones       | Kirsty Balfour Megan Jendrick |                       |
| 2009 - Rome         | Nadja Higl         | Annamay Pierse                | Mirna Jukić           |
| 2011 - Shanghai     | Rebecca Soni       | Joelia Jefimova               | Martha McCabe         |
| 2013 - Barcelona    | Joelia Jefimova    | Rikke Møller Pedersen         | Micah Lawrence        |
| 2015 - Kazan        | Kanako Watanabe    | Micah Lawrence                | Rikke Møller Pedersen |
| 2015 - Kazan        | Kanako Watanabe    | Micah Lawrence                | Shi Jinglin           |
| 2015 - Kazan        | Kanako Watanabe    | Micah Lawrence                | Jessica Vall          |
| 2017 - Boedapest    | Joelia Jefimova    | Bethany Galat                 | Shi Jinglin           |
| 2019 - Gwangju      | Joelia Jefimova    | Tatjana Schoenmaker           | Sydney Pickrem        |
| 2022 - Boedapest    | Lilly King         | Jenna Strauch                 | Kate Douglass         |

## Vlinderslag

### 50 meter
| Jaar             | Goud              | Zilver                | Brons                 |
| 2001 - Fukuoka   | Inge de Bruijn    | Therese Alshammar     | Anna-Karin Kammerling |
| 2003 - Barcelona | Inge de Bruijn    | Jenny Thompson        | Anna-Karin Kammerling |
| 2005 - Montréal  | Danni Miatke      | Anna-Karin Kammerling | Therese Alshammar     |
| 2007 - Melbourne | Therese Alshammar | Danni Miatke          | Inge Dekker           |
| 2009 - Rome      | Marieke Guehrer   | Zhou Yafei            | Ingvild Snildal       |
| 2011 - Shanghai  | Inge Dekker       | Therese Alshammar     | Mélanie Henique       |
| 2013 - Barcelona | Jeanette Ottesen  | Lu Ying               | Ranomi Kromowidjojo   |
| 2015 - Kazan     | Sarah Sjöström    | Jeanette Ottesen      | Lu Ying               |
| 2017 - Boedapest | Sarah Sjöström    | Ranomi Kromowidjojo   | Farida Osman          |
| 2019 - Gwangju   | Sarah Sjöström    | Ranomi Kromowidjojo   | Farida Osman          |
| 2022 - Boedapest | Sarah Sjöström    | Mélanie Henique       | Zhang Yufei           |

### 100 meter
| Jaar                | Goud                 | Zilver             | Brons               |
| 1973 - Belgrado     | Kornelia Ender       | Rosemarie Kother   | Mayumi Aoki         |
| 1975 - Cali         | Kornelia Ender       | Rosemarie Kother   | Camille Wright      |
| 1978 - West-Berlijn | Mary-Joan Pennington | Andrea Pollack     | Gwendolyn Quirk     |
| 1982 - Guayaquil    | Mary T. Meagher      | Ines Geißler       | Melanie Buddenmayer |
| 1986 - Madrid       | Kornelia Gressler    | Kristin Otto       | Mary T. Meagher     |
| 1991 - Perth        | Qian Hong            | Xiaohong Wang      | Catherine Plewinski |
| 1994 - Rome         | Limin Liu            | Yun Qu             | Susie O'Neill       |
| 1998 - Perth        | Jenny Thompson       | Ayari Aoyama       | Petria Thomas       |
| 2001 - Fukuoka      | Petria Thomas        | Otylia Jędrzejczak | Junko Onishi        |
| 2003 - Barcelona    | Jenny Thompson       | Otylia Jędrzejczak | Martina Moravcová   |
| 2005 - Montréal     | Jessicah Schipper    | Libby Lenton       | Otylia Jędrzejczak  |
| 2007 - Melbourne    | Libby Lenton         | Jessicah Schipper  | Natalie Coughlin    |
| 2009 - Rome         | Sarah Sjöström       | Jessicah Schipper  | Jiao Liuyang        |
| 2011 - Shanghai     | Dana Vollmer         | Alicia Coutts      | Lu Ying             |
| 2013 - Barcelona    | Sarah Sjöström       | Alicia Coutts      | Dana Vollmer        |
| 2015 - Kazan        | Sarah Sjöström       | Jeanette Ottesen   | Lu Ying             |
| 2017 - Boedapest    | Sarah Sjöström       | Emma McKeon        | Kelsi Worrell       |
| 2019 - Gwangju      | Maggie Mac Neil      | Sarah Sjöström     | Emma McKeon         |
| 2022 - Boedapest    | Torri Huske          | Marie Wattel       | Zhang Yufei         |

### 200 meter
| Jaar                | Goud               | Zilver            | Brons              |
| 1973 - Belgrado     | Rosemarie Kother   | Rosewitha Beier   | Lynn Collella      |
| 1975 - Cali         | Rosemarie Kother   | Valerie Lee       | Gabrielle Wuschek  |
| 1978 - West-Berlijn | Tracy Caulkins     | Nancy Hogshead    | Andrea Pollack     |
| 1982 - Guayaquil    | Ines Geißler       | Mary T. Meagher   | Heike Dahne        |
| 1986 - Madrid       | Mary T. Meagher    | Kornelia Gressler | Birte Weigang      |
| 1991 - Perth        | Summer Sanders     | Rie Shito         | Hayley Lewis       |
| 1994 - Rome         | Limin Liu          | Yun Qu            | Susie O'Neill      |
| 1998 - Perth        | Susie O'Neill      | Petria Thomas     | Misty Hyman        |
| 2001 - Fukuoka      | Petria Thomas      | Annika Mehlhorn   | Kaitlin Sandeno    |
| 2003 - Barcelona    | Otylia Jędrzejczak | Éva Risztov       | Yuko Nakanishi     |
| 2005 - Montréal     | Otylia Jędrzejczak | Jessicah Schipper | Yuko Nakanishi     |
| 2007 - Melbourne    | Jessicah Schipper  | Kim Vandenberg    | Otylia Jędrzejczak |
| 2009 - Rome         | Jessicah Schipper  | Liu Zige          | Katinka Hosszú     |
| 2011 - Shanghai     | Jiao Liuyang       | Ellen Gandy       | Liu Zige           |
| 2013 - Barcelona    | Liu Zige           | Mireia Belmonte   | Katinka Hosszú     |
| 2015 - Kazan        | Natsumi Hoshi      | Cammile Adams     | Zhang Yufei        |
| 2017 - Boedapest    | Mireia Belmonte    | Franziska Hentke  | Katinka Hosszú     |
| 2019 - Gwangju      | Boglárka Kapás     | Hali Flickinger   | Katie Drabot       |
| 2022 - Boedapest    | Summer McIntosh    | Hali Flickinger   | Zhang Yufei        |

## Wisselslag

### 200 meter
| Jaar                | Goud            | Zilver               | Brons                  |
| 1973 - Belgrado     | Andrea Hübner   | Kornelia Ender       | Katherine Heddy        |
| 1975 - Cali         | Katherine Heddy | Ulrike Tauber        | Angela Franke          |
| 1978 - West-Berlijn | Tracy Caulkins  | Mary-Joan Pennington | Ulrike Tauber          |
| 1982 - Guayaquil    | Petra Schneider | Ute Geweniger        | Tracy Caulkins         |
| 1986 - Madrid       | Kristin Otto    | Jelena Dedeberowa    | Kathleen Nord          |
| 1991 - Perth        | Lin Li          | Summer Sanders       | Daniela Hunger         |
| 1994 - Rome         | Lü Bin          | Allison Wagner       | Elli Overton           |
| 1998 - Perth        | Wu Yanyan       | Yan Chen             | Martina Moravcová      |
| 2001 - Fukuoka      | Martha Bowen    | Jana Klotsjkova      | Hui Qi                 |
| 2003 - Barcelona    | Jana Klotsjkova | Alice Mills          | Zhou Yafei             |
| 2005 - Montréal     | Katie Hoff      | Kirsty Coventry      | Lara Carroll           |
| 2007 - Melbourne    | Katie Hoff      | Kirsty Coventry      | Stephanie Rice         |
| 2009 - Rome         | Ariana Kukors   | Stephanie Rice       | Katinka Hosszú         |
| 2011 - Shanghai     | Ye Shiwen       | Alicia Coutts        | Ariana Kukors          |
| 2013 - Barcelona    | Katinka Hosszú  | Alicia Coutts        | Mireia Belmonte        |
| 2015 - Kazan        | Katinka Hosszú  | Kanako Watanabe      | Siobhan-Marie O'Connor |
| 2017 - Boedapest    | Katinka Hosszú  | Yui Ohashi           | Madisyn Cox            |
| 2019 - Gwangju      | Katinka Hosszú  | Ye Shiwen            | Sydney Pickrem         |
| 2022 - Boedapest    | Alexandra Walsh | Kaylee McKeown       | Leah Hayes             |

### 400 meter
| Jaar                | Goud             | Zilver             | Brons              |
| 1973 - Belgrado     | Gudrun Wegner    | Angela Franke      | Novella Calligaris |
| 1975 - Cali         | Ulrike Tauber    | Karla Linke        | Katherine Heddy    |
| 1978 - West-Berlijn | Tracy Caulkins   | Ulrike Tauber      | Petra Schneider    |
| 1982 - Guayaquil    | Petra Schneider  | Kathleen Nord      | Tracy Caulkins     |
| 1986 - Madrid       | Kathleen Nord    | Michelle Griglione | Noemi Lung         |
| 1991 - Perth        | Lin Li           | Hayley Lewis       | Summer Sanders     |
| 1994 - Rome         | Guohong Dai      | Allison Wagner     | Kristine Quence    |
| 1998 - Perth        | Yan Chen         | Jana Klotsjkova    | Yasuko Tajima      |
| 2001 - Fukuoka      | Jana Klotsjkova  | Martha Bowen       | Beatrice Căslaru   |
| 2003 - Barcelona    | Jana Klotsjkova  | Éva Risztov        | Beatrice Căslaru   |
| 2005 - Montréal     | Katie Hoff       | Kirsty Coventry    | Kaitlin Sandeno    |
| 2007 - Melbourne    | Katie Hoff       | Jana Martynova     | Stephanie Rice     |
| 2009 - Rome         | Katinka Hosszú   | Kirsty Coventry    | Stephanie Rice     |
| 2011 - Shanghai     | Elizabeth Beisel | Hannah Miley       | Stephanie Rice     |
| 2013 - Barcelona    | Katinka Hosszú   | Mireia Belmonte    | Elizabeth Beisel   |
| 2015 - Kazan        | Katinka Hosszú   | Maya DiRado        | Emily Overholt     |
| 2017 - Boedapest    | Katinka Hosszú   | Mireia Belmonte    | Sydney Pickrem     |
| 2019 - Gwangju      | Katinka Hosszú   | Ye Shiwen          | Yui Ohashi         |
| 2022 - Boedapest    | Summer McIntosh  | Katie Grimes       | Emma Weyant        |

## Estafettes

### 4x100 meter vrije slag
| Jaar                | Goud | Zilver | Brons                                                                                                   |
| 1973 - Belgrado     | Duitse Democratische Republiek Kornelia Ender Andrea Eife Andrea Hübner Sylvia Eichner                                                      | Verenigde Staten Kimberley Peyton Katherine Heddy Heather Greenwood Shirley Babashoff                                            | West-Duitsland Jutta Weber Heidemarie Reineck Gudrun Beckmann Angela Steinbach                          |
| 1975 - Cali         | Duitse Democratische Republiek Kornelia Ender Barbara Krause Claudia Hempel Ute Brückner                                                    | Verenigde Staten Katherine Heddy Karen Reeser Kelly Powell Shirley Babashoff                                                     | Canada Gail Amundrud Ann Jardin Becky Smith Jill Quick                                                  |
| 1978 - West-Berlijn | Verenigde Staten Tracy Caulkins Stephanie Elkins Jill Sterkel Cynthia Woodhead                                                              | Duitse Democratische Republiek Heinke Witt Karen Metschuk Barbara Krause Petra Priemer                                           | Canada Gail Amundrud Nancy Garapick Susan Sloan Gwendolyn Quirk                                         |
| 1982 - Guayaquil    | Duitse Democratische Republiek Birgit Meineke Suzanne Link Kristin Otto Karen Metschuk Kathleen Nord                                        | Verenigde Staten Susan Hebernigg Kathleen Treible Elisabeth Washut Jill Sterkel Tracy Caulkins Julie Williams Marybeth Linzmeier | Nederland Annemarie Verstappen Annelies Maas Wilma van Velsen Conny van Bentum Desi Reijers             |
| 1986 - Madrid       | Duitse Democratische Republiek Kristin Otto Manuela Stellmach Sabina Schulze Heike Friedrich Nadja Bergknecht Karen König Kornelia Gressler | Verenigde Staten Jenna Johnson Dara Torres Mary T. Meagher Betsy Mitchell Mary Wayte Aimee Berzins Laura Walker                  | Nederland Conny van Bentum Laura Leideritz Karin Brienesse Annemarie Verstappen                         |
| 1991 - Perth        | Verenigde Staten Nicole Haislett Julie Cooper Whitney Hedgepeth Jenny Thompson Ashley Tappin Lynn Kohl                                      | Duitsland Simone Osygus Kerstin Kielgass Karin Seick Manuela Stellmach Daniela Hunger Katrin Meißner                             | Nederland Marianne Muis Inge de Bruijn Mildred Muis Karin Brienesse Manon Masseurs Diane van der Plaats |
| 1994 - Rome         | China Jingyi Le Shan Ying Le Ying Lü Bin | Verenigde Staten Angel Martino Amy van Dyken Nicole Haislett Jenny Thompson Lindsey Farella Ashley Tappin                        | Duitsland Franziska van Almsick Katrin Meißner Kerstin Kielgass Daniela Hunger Anke Scholz Anja Kleber  |
| 1998 - Perth        | Verenigde Staten Lindsay Farella Barbara Bedford Amy van Dyken Jenny Thompson Melanie Valerio Catherine Fox                                 | Duitsland Sandra Völker Simone Osygus Franziska van Almsick Katrin Meißner Silvia Szalai Antje Buschschulte                      | Australië Sarah Ryan Rebecca Creedy Susie O'Neill Angela Kennedy Kate Godfrey                           |
| 2001 - Fukuoka      | Duitsland Petra Dallmann Antje Buschschulte Katrin Meißner Sandra Völker Meike Freitag                                                      | Verenigd Koninkrijk Alison Sheppard Melanie Marshall Rosalind Brett Karen Pickering                                              | |
| 2001 - Fukuoka      | Duitsland Petra Dallmann Antje Buschschulte Katrin Meißner Sandra Völker Meike Freitag                                                      | Verenigde Staten Colleen Lanne Erin Phenix Maritza Correia Courtney Shealy Stefanie Williams Tammie Stone                        | |
| 2003 - Barcelona    | Verenigde Staten Natalie Coughlin Lindsay Benko Rhiannon Jeffrey Jenny Thompson Maritza Correia Gabrielle Rose                              | Duitsland Petra Dallmann Katrin Meißner Antje Buschschulte Sandra Völker Alessa Ries Daniela Götz                                | Australië Libby Lenton Elka Graham Jodie Henry Alice Mills Sophie Edington                              |
| 2005 - Montréal     | Australië Jodie Henry Alice Mills Shayne Reese Libby Lenton Sophie Edington                                                                 | Duitsland Petra Dallmann Antje Buschschulte Annika Liebs Daniela Götz Meike Freitag                                              | Verenigde Staten Natalie Coughlin Kara Lynn Joyce Lacey Nymeyer Amanda Weir Mary DeScenza Emily Silver  |
| 2007 - Melbourne    | Australië Libby Lenton Melanie Schlanger Shayne Reese Jodie Henry Sally Foster Danni Miatke                                                 | Verenigde Staten Natalie Coughlin Lacey Nymeyer Amanda Weir Kara Lynn Joyce Dana Vollmer                                         | Nederland Inge Dekker Ranomi Kromowidjojo Femke Heemskerk Marleen Veldhuis Chantal Groot                |
| 2009 - Rome         | Nederland Inge Dekker Ranomi Kromowidjojo Femke Heemskerk Marleen Veldhuis Hinkelien Schreuder                                              | Duitsland Britta Steffen Daniela Samulski Petra Dallmann Daniela Schreiber                                                       | Australië Libby Trickett Marieke Guehrer Shayne Reese Felicity Galvez Sally Foster Meagen Nay           |
| 2011 - Shanghai     | Nederland Inge Dekker Ranomi Kromowidjojo Marleen Veldhuis Femke Heemskerk Maud van der Meer                                                | Verenigde Staten Natalie Coughlin Missy Franklin Jessica Hardy Dana Vollmer Amanda Weir Kara Lynn Joyce                          | Duitsland Britta Steffen Silke Lippok Lisa Vitting Daniela Schreiber                                    |
| 2013 - Barcelona    | Verenigde Staten Missy Franklin Natalie Coughlin Shannon Vreeland Megan Romano Simone Manuel Elizabeth Pelton                               | Australië Cate Campbell Bronte Campbell Emma McKeon Alicia Coutts Brittany Elmslie Emily Seebohm                                 | Nederland Elise Bouwens Femke Heemskerk Inge Dekker Ranomi Kromowidjojo Esmee Vermeulen                 |
| 2015 - Kazan        | Australië Emily Seebohm Emma McKeon Bronte Campbell Cate Campbell Madison Wilson Melanie Wright Bronte Barratt                              | Nederland Ranomi Kromowidjojo Maud van der Meer Marrit Steenbergen Femke Heemskerk                                               | Verenigde Staten Missy Franklin Margo Geer Lia Neal Simone Manuel Shannon Vreeland Abbey Weitzeil       |
| 2017 - Boedapest    | USA Mallory Comerford Kelsi Worrell Katie Ledecky Simone Manuel Lia Neal Olivia Smoliga                                                     | Australië Shayna Jack Bronte Campbell Brittany Elmslie Emma McKeon Emily Seebohm Madison Wilson                                  | Nederland Kim Busch Femke Heemskerk Maud van der Meer Ranomi Kromowidjojo                               |
| 2019 - Gwangju      | Australië Bronte Campbell Brianna Throssell Emma McKeon Cate Campbell Madison Wilson                                                        | Verenigde Staten Mallory Comerford Abbey Weitzeil Kelsi Dahlia Simone Manuel Allison Schmitt Margo Geer Lia Neal                 | Canada Kayla Sanchez Taylor Ruck Penny Oleksiak Maggie Mac Neil Rebecca Smith                           |
| 2022 - Boedapest    | Australië Mollie O'Callaghan Madison Wilson Meg Harris Shayna Jack Leah Neale Brianna Throssell                                             | Canada Kayla Sanchez Taylor Ruck Maggie Mac Neil Penny Oleksiak Rebecca Smith Katerine Savard                                    | Verenigde Staten Torri Huske Erika Brown Kate Douglass Claire Curzan Mallory Comerford Natalie Hinds    |

### 4x200 meter vrije slag
| Jaar             | Goud | Zilver | Brons |
| 1986 - Madrid    | Duitse Democratische Republiek Manuela Stellmach Astrid Strauss Nadja Bergknecht Heike Friedrich Karen König Katja Hartmann | Verenigde Staten Betsy Mitchell Mary T. Meagher Kimberley Brown Mary Waythe Laura Walker Debbie Babashoff Julianne Brossman | Nederland Annemarie Verstappen Jolande van der Meer Mildred Muis Conny van Bentum                                |
| 1991 - Perth     | Duitsland Kerstin Kielgass Manuela Stellmach Dagmar Hase Stephanie Ortwig Svenja Schlicht Katrin Meißner                    | Nederland Marianne Muis Manon Masseurs Mildred Muis Karin Brienesse Diane van der Plaats                                    | Denemarken Gitta Jensen Berit Puggaard Annette Poulsen Mette Jacobsen                                            |
| 1994 - Rome      | China Le Ying Aihua Yang Guanbin Zhou Lü Bin Shan Ying                                                                      | Duitsland Kerstin Kielgass Franziska van Almsick Julia Jung Dagmar Hase Anja Kleber Jutta Renner                            | Verenigde Staten Cristina Teuscher Jenny Thompson Janet Evans Nicole Haislett Dady Vincent Ashley Tappin         |
| 1998 - Perth     | Duitsland Franziska van Almsick Dagmar Hase Silvia Szalai Kerstin Kielgass Janina Götz Antje Buschschulte                   | Verenigde Staten Cristina Teuscher Lindsay Benko Brooke Bennett Jenny Thompson Ashley Whitney Trina Jackson                 | Australië Julia Greville Anna Windsor Susie O'Neill Petria Thomas Emma Johnson                                   |
| 2001 - Fukuoka   | Verenigd Koninkrijk Nicola Jackson Janine Belton Karen Legg Karen Pickering Alessa Ries                                     | Duitsland Silvia Szalai Sarah Harstick Hannah Stockbauer Meike Freitag                                                      | Japan Maki Mita Tomoko Hagiwara Tomoko Nagai Eri Yamanoi                                                         |
| 2003 - Barcelona | Verenigde Staten Lindsay Benko Rachel Komisarz Rhiannon Jeffrey Diana Munz Margaret Hoelzer Gabrielle Rose                  | Australië Elka Graham Linda Mackenzie Kirsten Thompson Alice Mills Melanie Houghton Heidi Crawford Giaan Rooney             | China Zhou Yafei Xu Yanwei Pang Jiaying Yang Yu                                                                  |
| 2005 - Montréal  | Verenigde Staten Natalie Coughlin Katie Hoff Whitney Myers Kaitlin Sandeno Mary DeScenza Caroline Burckle Rachel Komisarz   | Australië Libby Lenton Shayne Reese Bronte Barratt Linda Mackenzie Melissa Mitchell Lara Davenport                          | China Zhu Yingwen Pang Jiaying Zhou Yafei Yang Yu Tang Jingzhi                                                   |
| 2007 - Melbourne | Verenigde Staten Natalie Coughlin Dana Vollmer Lacey Nymeyer Katie Hoff Kara Lynn Joyce Margaret Hoelzer Amanda Weir        | Duitsland Meike Freitag Britta Steffen Petra Dallmann Annika Lurz Daniela Samulski                                          | Frankrijk Alena Poptsjanka Sophie Huber Aurore Mongel Laure Manaudou Céline Couderc                              |
| 2009 - Rome      | China Yang Yu Zhu Qianwei Liu Jing Pang Jiaying                                                                             | Verenigde Staten Dana Vollmer Lacey Nymeyer Ariana Kukors Allison Schmitt Dagny Knutson Alyssa Anderson                     | Verenigd Koninkrijk Joanne Jackson Jazmin Carlin Caitlin McClatchey Rebecca Adlington Hannah Miley               |
| 2011 - Shanghai  | Verenigde Staten Missy Franklin Dagny Knutson Katie Hoff Allison Schmitt Jasmine Tosky                                      | Australië Bronte Barratt Blair Evans Angie Bainbridge Kylie Palmer Jade Neilsen                                             | China Chen Qian Pang Jiaying Liu Jing Tang Yi Zhu Qianwei                                                        |
| 2013 - Barcelona | Verenigde Staten Katie Ledecky Shannon Vreeland Karlee Bispo Missy Franklin Chelsea Chenault Maya DiRado Jordan Mattern     | Australië Bronte Barratt Kylie Palmer Brittany Elmslie Alicia Coutts Emma McKeon Ami Matsuo                                 | Frankrijk Camille Muffat Charlotte Bonnet Mylène Lazare Coralie Balmy Isabelle Mabboux                           |
| 2015 - Kazan     | Verenigde Staten Missy Franklin Leah Smith Katie McLaughlin Katie Ledecky Cierra Runge Chelsea Chenault Shannon Vreeland    | Italië Alice Mizzau Erica Musso Chiara Masini Luccetti Federica Pellegrini                                                  | China Qiu Yuhan Guo Junjun Zhang Yufei Shen Duo Shao Yiwen Zhang Yuhan                                           |
| 2017 - Boedapest | Verenigde Staten leah Smith Mallory Comerford Melanie Margalis Katie Ledecky Cierra Runge Hali Flickinger Madisyn Cox       | China Ai Yanhan Liu Zixuan Zhang Yuhan Li Bingjie Wang Jingzhuo Shen Duo                                                    | Australië Madison Wilson Emma McKeon Kotuku Ngawati Ariarne Titmus Shayna Jack Leah Neale                        |
| 2019 - Gwangju   | Australië Ariarne Titmus Madison Wilson Brianna Throssell Emma McKeon Leah Neale Kiah Melverton                             | Verenigde Staten Simone Manuel Katie Ledecky Melanie Margalis Katie McLaughlin Allison Schmitt Gabby DeLoof Leah Smith      | Canada Kayla Sanchez Taylor Ruck Emily Overholt Penny Oleksiak Rebecca Smith Emma O'Croinin                      |
| 2022 - Boedapest | Verenigde Staten Claire Weinstein Leah Smith Katie Ledecky Bella Sims Alexandra Walsh Hali Flickinger                       | Australië Madison Wilson Leah Neale Kiah Melverton Mollie O'Callaghan Lani Pallister Brianna Throssell Kiah Melverton       | Canada Summer McIntosh Kayla Sanchez Taylor Ruck Penny Oleksiak Mary-Sophie Harvey Katerine Savard Rebecca Smith |

### 4x100 meter wisselslag
| Jaar                | Goud | Zilver | Brons |
| 1973 - Belgrado     | Duitse Democratische Republiek Ulrike Richter Renata Vogel Rosemarie Kother Kornelia Ender                                                     | Verenigde Staten Melissa Belote Marcia Morey Deena Deardurff Shirley Babashoff                                                            | West-Duitsland Angelike Greiser Petra Nows Gudrun Beckmann Jutta Weber                                                             |
| 1975 - Cali         | Duitse Democratische Republiek Ulrike Richter Hannelore Anke Rosemarie Kother Kornelia Ender                                                   | Verenigde Staten Linda Jezek Marcia Morey Camille Wright Shirley Babashoff                                                                | Nederland Paula Eijk Wijda Mazereeuw Jose Damen Enith Brigitha                                                                     |
| 1978 - West-Berlijn | Verenigde Staten Linda Jezek Tracy Caulkins Mary-Joan Pennington Cynthia Woodhead                                                              | Duitse Democratische Republiek Ulrike Tauber Ramona Reinike Andrea Pollack Barbara Krause                                                 | Sovjet-Unie Jelena Kroeglova Joelia Bogdanova Irina Aksenova Larisa Tsaryova                                                       |
| 1982 - Guayaquil    | Duitse Democratische Republiek Kristin Otto Ute Geweniger Ines Geißler Birgit Meineke Silke Hörner                                             | Verenigde Staten Susan Walsh Kimberley Rodenbaugh Mary T. Meagher Jill Sterkel Libby Kinkead Jean Childs Melanie Buddemeyer Kathy Treible | Sovjet-Unie Larisa Gortsjakova Svetlana Varganova Natalja Pokas Irina Guerassimova Larisa Belokon Inna Abramova                    |
| 1986 - Madrid       | Duitse Democratische Republiek Kathrin Zimmermann Sylvia Gerasch Kornelia Gressler Kristin Otto Manuela Stellmach                              | Verenigde Staten Betsy Mitchell Jennifer Hau Mary T. Meagher Jenna Johnson Ann Mahoney Cara Hafner Kara McGrath Laura Walker              | Nederland Jolanda de Rover Petra van Staveren Conny van Bentum Annemarie Verstappen                                                |
| 1991 - Perth        | Verenigde Staten Janie Wagstaff Tracey McFarlane Crissy Ahmann-Leighton Nicole Haislett Jodi Wilson Tori de Silvia Julia Gorman Jenny Thompson | Australië Nicole Livingston Linley Frame Susie O'Neill Karen van Wirdum Johanna Griggs                                                    | Duitsland Svenja Schlicht Jana Dörries Susanne Mueller Manuela Stellmach Dagmar Hase Alexandra Haenel Katrin Jäke Kerstin Kielgass |
| 1994 - Rome         | China Cihong He Guohong Dai Limin Liu Jingyi Le Yuan Yuan Qu Yun Shan Ying                                                                     | Verenigde Staten Lea Loveless Kristine Quance Amy van Dyken Jenny Thompson Whitney Phelps Angel Martino                                   | Rusland Nina Zjivanevskaja Olga Prokhorova Svetlana Potdeeva Natalja Mesheryakova                                                  |
| 1998 - Perth        | Verenigde Staten Lea Maurer Kristy Kowal Jenny Thompson Amy van Dyken Beth Botsford Jenna Street Misty Hyman Barbara Bedford                   | Australië Meredith Smith Helen Denman Petria Thomas Susie O'Neill Samantha Riley Angela Kennedy Sarah Ryan                                | Japan Mai Nakamura Masami Tanaka Ayari Aoyama Sumika Minamoto                                                                      |
| 2001 - Fukuoka      | Australië Dyana Calub Leisel Jones Petria Thomas Sarah Ryan Clementine Stoney Tarnee White Elka Graham                                         | Verenigde Staten Natalie Coughlin Megan Quann Mary Descenza Erin Phenix Shelly Ripple Courtney Shealy Maritza Correia                     | China Shu Zhan Luo Xuejuan Yi Ruan Xu Yanwei                                                                                       |
| 2003 - Barcelona    | China Shu Zhan Luo Xuejuan Zhou Yafei Yang Yu                                                                                                  | Verenigde Staten Natalie Coughlin Amanda Beard Jenny Thompson Lindsay Benko Haley Cope Tara Kirk Mary DeScenza                            | Australië Giaan Rooney Leisel Jones Jessicah Schipper Jodie Henry                                                                  |
| 2005 - Montréal     | Australië Sophie Edington Leisel Jones Jessicah Schipper Libby Lenton Giaan Rooney Brooke Hanson Felicity Galvez Jodie Henry                   | Verenigde Staten Natalie Coughlin Jessica Hardy Rachel Komisarz Amanda Weir Jeri Moss Tara Kirk Mary DeScenza Lacey Nymeyer               | Duitsland Antje Buschschulte Sarah Poewe Annika Mehlhorn Daniela Götz                                                              |
| 2007 - Melbourne    | Australië Emily Seebohm Leisel Jones Jessicah Schipper Libby Lenton Tarnee White Felicity Galvez Jodie Henry                                   | Verenigde Staten Natalie Coughlin Tara Kirk Rachel Komisarz Lacey Nymeyer Leila Vaziri Jessica Hardy Dana Vollmer Amanda Weir             | China Xu Tianlongzi Nan Luo Zhou Yafei Xu Yanwei                                                                                   |
| 2009 - Rome         | China Zhao Jing Chen Huijia Jiao Liuyang Li Zhesi                                                                                              | Australië Emily Seebohm Sarah Katsoulis Jessicah Schipper Libby Trickett Sally Foster Stephanie Rice Shayne Reese*                        | Duitsland Daniela Samulski Sarah Poewe Annika Mehlhorn Britta Steffen Daniela Schreiber                                            |
| 2011 - Shanghai     | Verenigde Staten Natalie Coughlin Rebecca Soni Dana Vollmer Missy Franklin Elizabeth Pelton Christine Magnuson Amanda Weir                     | China Zhao Jing Ji Liping Lu Ying Tang Yi Gao Chang Sun Ye Jiao Liuyang Li Zhesi                                                          | Australië Belinda Hocking Leisel Jones Alicia Coutts Merindah Dingjan Stephanie Rice                                               |
| 2013 - Barcelona    | Verenigde Staten Missy Franklin Jessica Hardy Dana Vollmer Megan Romano Elizabeth Pelton Breeja Larson Claire Donahue Shannon Vreeland         | Australië Emily Seebohm Sally Foster Alicia Coutts Cate Campbell Samantha Marshall Emma McKeon                                            | Rusland Darja Oestinova Joelia Jefimova Svetlana Tsjimrov Veronika Popova Anna Beloöesova                                          |
| 2015 - Kazan        | China Fu Yuanhui Shi Jinglin Lu Ying Shen Duo Chen Xinyi Qiu Yuhan                                                                             | Zweden Michelle Coleman Jennie Johansson Sarah Sjöström Louise Hansson                                                                    | Australië Emily Seebohm Taylor McKeown Emma McKeon Bronte Campbell Madison Wilson Lorna Tonks Madeline Groves Melanie Wright       |
| 2017 - Boedapest    | Verenigde Staten Kathleen Baker Lilly King Kelsi Worrell Simone Manuel Olivia Smoliga Katie Meili Sarah Gibson Mallory Comerford               | Rusland Anastasia Zoejeva Joelia Jefimova Svetlana Tsjimrov Veronika Popova Natalja Ivanejeva                                             | Australië Emily Seebohm Taylor McKeown Emma McKeon Bronte Campbell Holly Barratt Jessica Hansen Brianna Throssell Shayna Jack      |
| 2019 - Gwangju      | Verenigde Staten Regan Smith Lilly King Kelsi Dahlia Simone Manuel Olivia Smoliga Melanie Margalis Katie McLaughlin Mallory Comerford          | Australië Minna Atherton Jessica Hansen Emma McKeon Cate Campbell Kaylee McKeown Brianna Throssell Madison Wilson                         | Canada Kylie Masse Sydney Pickrem Maggie Mac Neil Penny Oleksiak Kierra Smith Rebecca Smith Taylor Ruck                            |
| 2022 - Boedapest    | Verenigde Staten Regan Smith Lilly King Torri Huske Claire Curzan Rhyan White Alexandra Walsh Natalie Hinds Erika Brown                        | Australië Kaylee McKeown Jenna Strauch Brianna Throssell Mollie O'Callaghan Madison Wilson                                                | Canada Kylie Masse Rachel Nicol Maggie Mac Neil Penny Oleksiak Ingrid Wilm Kelsey Wog Kayla Sanchez                                |

## Gemengde Estafettes

### 4x100 meter vrije slag
| Jaar             | Goud | Zilver | Brons |
| 2015 - Kazan     | Verenigde Staten Ryan Lochte Nathan Adrian Simone Manuel Missy Franklin Conor Dwyer Margo Geer Abbey Weitzeil                          | Nederland Sebastiaan Verschuren Joost Reijns Ranomi Kromowidjojo Femke Heemskerk Kyle Stolk Marrit Steenbergen                   | Canada Santo Condorelli Yuri Kisil Chantal van Landeghem Sandrine Mainville Karl Krug Victoria Poon       |
| 2017 - Boedapest | Verenigde Staten Caeleb Dressel Nathan Adrian Mallory Comerford Simone Manuel Blake Pieroni Townley Haas Lia Neal Kelsi Worrell        | Nederland Ben Schwietert Kyle Stolk Femke Heemskerk Ranomi Kromowidjojo Maud van der Meer                                        | Canada Yuri Kisil Javier Acevedo Chantal van Landeghem Penny Oleksiak Markus Thormeyer Sandrine Mainville |
| 2019 - Gwangju   | Verenigde Staten Caeleb Dressel Zach Apple Mallory Comerford Simone Manuel Blake Pieroni Nathan Adrian Katie McLaughlin Abbey Weitzeil | Australië Kyle Chalmers Clyde Lewis Emma McKeon Bronte Campbell Cameron McEvoy Alexander Graham Brianna Throssell Madison Wilson | Frankrijk Clément Mignon Mehdy Metella Charlotte Bonnet Marie Wattel Maxime Grousset Béryl Gastaldello    |
| 2022 - Boedapest | Australië Jack Cartwright Kyle Chalmers Madison Wilson Mollie O'Callaghan Zac Incerti William Yang Meg Harris Leah Neale               | Canada Joshua Liendo Javier Acevedo Kayla Sanchez Penny Oleksiak Ruslan Gaziev Taylor Ruck Maggie Mac Neil                       | Verenigde Staten Ryan Held Brooks Curry Torri Huske Claire Curzan Drew Kibler Erika Brown Kate Douglass   |

### 4x100 meter wisselslag
| Jaar             | Goud | Zilver | Brons |
| 2015 - Kazan     | Verenigd Koninkrijk Chris Walker-Hebborn Adam Peaty Siobhan-Marie O'Connor Fran Halsall Ross Murdoch Rachael Kelly             | Verenigde Staten Ryan Murphy Kevin Cordes Katie McLaughlin Margo Geer Kendyl Stewart Lia Neal                                   | Duitsland Jan-Philip Glania Hendrik Feldwehr Alexandra Wenk Annika Bruhn                                     |
| 2017 - Boedapest | Verenigde Staten Matt Grevers Lilly King Caeleb Dressel Simone Manuel Ryan Murphy Kevin Cordes Kelsi Worrell Mallory Comerford | Australië Mitch Larkin Daniel Cave Emma McKeon Bronte Campbell Kaylee McKeown Matthew Wilson Grant Irvine Shayna Jack           | Canada Kylie Masse Richard Funk Penny Oleksiak Yuri Kisil Javier Acevedo Rebecca Smith Chantal van Landeghem |
| 2017 - Boedapest | Verenigde Staten Matt Grevers Lilly King Caeleb Dressel Simone Manuel Ryan Murphy Kevin Cordes Kelsi Worrell Mallory Comerford | Australië Mitch Larkin Daniel Cave Emma McKeon Bronte Campbell Kaylee McKeown Matthew Wilson Grant Irvine Shayna Jack           | China Xu Jiayu Yan Zibei Zhang Yufei Zhu Menghui Li Guangyuan Shi Jinglin Li Zhuhao                          |
| 2019 - Gwangju   | Australië Mitch Larkin Matthew Wilson Emma McKeon Cate Campbell Minna Atherton Matthew Temple Bronte Campbell                  | Verenigde Staten Ryan Murphy Lilly King Caeleb Dressel Simone Manuel Matt Grevers Andrew Wilson Kelsi Dahlia Mallory Comerford  | Verenigd Koninkrijk Georgia Davies Adam Peaty James Guy Freya Anderson James Wilby                           |
| 2022 - Boedapest | Verenigde Staten Hunter Armstrong Nic Fink Torri Huske Claire Curzan Ryan Murphy Lilly King Michael Andrew Erika Brown         | Australië Kaylee McKeown Zac Stubblety-Cook Matthew Temple Shayna Jack Isaac Cooper Matthew Wilson Brianna Throssell Meg Harris | Nederland Kira Toussaint Arno Kamminga Nyls Korstanje Marrit Steenbergen                                     |

Langebaan (50 meter):

mannen · vrouwen

Belgrado 1973 · 
Cali 1975 · 
West-Berlijn 1978 · 
Guayaquil 1982 · 
Madrid 1986 · 
Perth 1991 · 
Rome 1994 · 
Perth 1998 · 
Fukuoka 2001 · 
Barcelona 2003 · 
Montréal 2005 · 
Melbourne 2007 · 
Rome 2009 · 
Shanghai 2011 · 
Barcelona 2013 · 
Kazan 2015 · 
Boedapest 2017 ·
Gwangju 2019 · 
Boedapest 2022 · 
Fukuoka 2023 · 
Doha 2024 · 
Singapore 2025

Kortebaan (25 meter): 

Palma de Mallorca 1993 · 
Rio de Janeiro 1995 · 
Gotenburg 1997 · 
Hongkong 1999 · 
Athene 2000 · 
Moskou 2002 · 
Indianapolis 2004 · 
Shanghai 2006 · 
Manchester 2008 · 
Dubai 2010 · 
Istanboel 2012 · 
Doha 2014 · 
Windsor 2016 · 
Hangzhou 2018 · 
Abu Dhabi 2021 · 
Melbourne 2022 · 
Boedapest 2024